# نهائي كوبا أمريكا 1997
نهائي كوبا أمريكا 1997 كانت المباراة النهائية لمسابقة كوبا أمريكا 1997 وهي مسابقة كرة قدم تنظم من طرف اتحاد أمريكا الجنوبية لكرة القدم، أقيمت مباراة النهائي بين منتخب البرازيل ونظيره منتخب بوليفيا على ملعب هيرناندو سيليس في مدينة لاباز.
حقق المنتخب البرازيلي البطولة الخامسة في تاريخه والأولى خارج الوطن، بعد تفوقه على نظيره البوليفي بنتيجة 3-1.

## عن الفريقين
عرفت البطولة حتى عام 1975 باسم "بطولة أمريكا الجنوبية لكرة القدم".

| الفريق   | سنوات التتويج في كوبا أمريكا السابقة *(للإشارة إلى فوز المنتخب في البطولة باعتباره البلد المضيف) |
| -------- | ------------------------------------------------------------------------------------------------ |
| البرازيل | 4 (1919*، 1922*، 1949*، 1989*)                                                                   |
| بوليفيا  | 1 (1963*)                                                                                        |

## المباراة
| البرازيل                            | 3–1 | بوليفيا      |
| ----------------------------------- | --- | ------------ |
| دينيلسون 40' · رونالدو 79' · زي 90' |     | إ.سانشيز 45' |

| البرازيل | بوليفيا |